# Pagar Manik
Pagar Manik is een bestuurslaag in het regentschap Serdang Bedagai van de provincie Noord-Sumatra, Indonesië. Pagar Manik telt 986 inwoners (volkstelling 2010).